# Oh, What a Knight
Oh, What a Knight é um curta-metragem de animação produzido nos Estados Unidos, dirigido por Walt Disney e lançado em 1928.